# واد الزات
واد الزات، هو واد ينبع من الأطلس الكبير الأوسط المغربي، وواحد من أهم روافد نهر تانسيفت، ينتمي إداريا إلى إقليم الحوز وإقليم ورزازات، جهة مراكش أسفي.

## الجغرافيا
ينبع واد الزات من جبال الأطلس الكبير الأوسط، تحديدا من جماعة تغدوين، يغطّي حوض وادي الزات مساحة 510 كيلومتر مربّع، ويقع بالقرب من مدينة أيت أورير جنوب شرق مدينة مراكش، تتراوح ارتفاعات هذا الوادبين بين 3800 متر في العالية و 700 متر فوق سطح البحر في السافلة. ينتمي حوض الزات إداريا إلى ثمان جماعات، خمسة منها تابعة لإقليم الحوز وهي تيدلي مسفيوة، تاماگرت، توامة، زرقطن، ستي فاضمة وتغدوين، وجماعتين تابعتين لإقليم ورززات وهما إغرم نوگدال وتيدلي.